# 呉市かまがり天体観測館
呉市かまがり天体観測館は、広島県呉市の天文台。上蒲刈島の広島県立「県民の浜」内に位置する。毎週土曜日に定例観望会を開催している。休館日は毎週月、火曜日と年末年始。
2015年に国際天文学連合 (IAU) が実施した太陽系外惑星命名キャンペーン「NameExoWorlds」では、佐藤文衛が2005年に発見した太陽系外惑星おうし座ε星bに対して「アマテラス」という名称を提案、これがIAUに採用された。ただし、既に「アマテラス (10385 Amaterasu)」と命名された小惑星が存在したため、同じ神を表す「Amateru（アマテル）」と命名された。この命名の副賞として命名権をIAUから授与された小惑星6134には、広島県民から名称を募集した結果から「Kamagari（かまがり）」という名称をIAUに提案し、2017年2月に正式に承認された。